# Patos

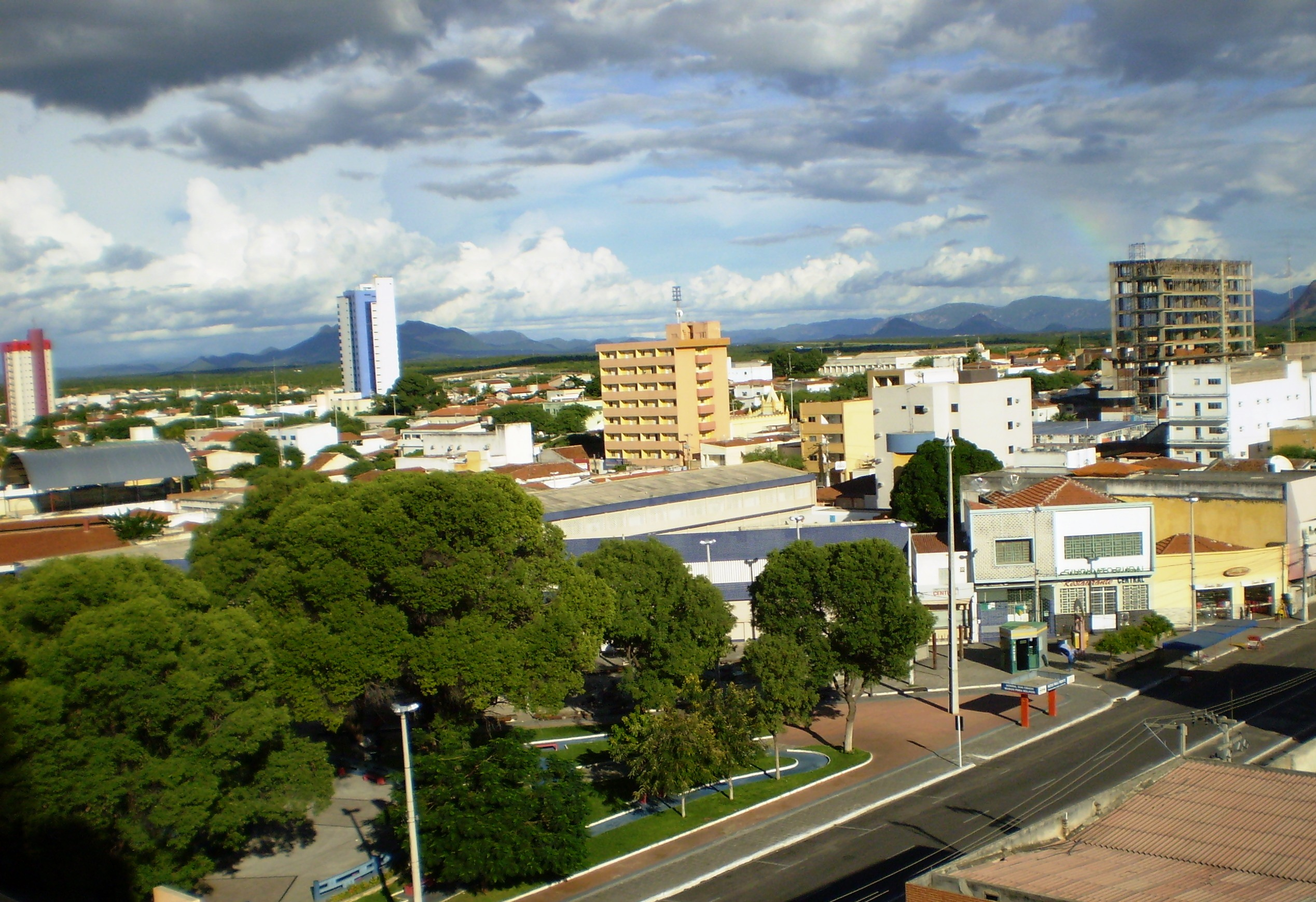
Patos.

Patos es una ciudad brasileña, del Estado de Paraíba. Es conocida como la capital del sertão. Distante 301 km desde la capital del Estado, João Pessoa. Su sede se encuentra en el centro de los vectores de estado con las parques  que conecta con todo Paraíba y permitiendo el acceso a los Estados de Río Grande do Norte, Pernambuco y Ceará. De acuerdo con o IBGE (2007
), su población se estima en 102.020 habitantes. Patos es considerada la 3ª ciudad más importante del Estado de la Paraíba.
- Datos: Q1966384
- Multimedia: Patos / Q1966384